# 264 v. Chr.
Portal Geschichte | Portal Biografien | Aktuelle Ereignisse | Jahreskalender | Tagesartikel

◄ |
4. Jahrhundert v. Chr. |
3. Jahrhundert v. Chr. |
2. Jahrhundert v. Chr. |
►

◄ | 280er v. Chr. | 270er v. Chr. | 260er v. Chr. | 250er v. Chr. |
240er v. Chr. |
►

◄◄ | ◄ | 267 v. Chr. | 266 v. Chr. | 265 v. Chr. | 264 v. Chr. |
263 v. Chr. |
262 v. Chr. |
261 v. Chr. |
► |
►►
Staatsoberhäupter

## Ereignisse

### Politik und Weltgeschehen

#### Westliches Mittelmeer
- Beginn des Ersten Punischen Krieges. Auslöser ist die Krise um die Mamertiner in Messina: Diese Söldnertruppe wurde von Hieron II. von Syrakus belagert und wandte sich sowohl an Karthago als auch an Rom um Hilfe. Viele römische Senatoren sprechen sich zunächst gegen ein Eingreifen aus, zumal wenige Jahre zuvor eine mamertinische Rebellion in Rhegium niedergeschlagen wurde und Karthago die Gunst der Stunde nutzt, als erster einzugreifen; dem Feldherren Hanno gelingt die Besetzung Messinas. Der Konsul Appius Claudius Caudex überzeugt die Römer dann aber doch, den Krieg zu wagen. Die Römer landen in Messina und vertreiben die Karthager aus der Stadt. Von dort werden erste Vorstöße gegen Syrakus, das sich mit Karthago verbündet, unternommen.
- Marcus Fulvius Flaccus erobert das etruskische Volsinii (heute: Orvieto) und siedelt die Bewohner nach Volsinii Novi (Bolsena) um.
- Gründung der latinischen Kolonien Firmum und Castrum Novum im Gebiet der Picener.

#### Östliches Mittelmeer
- Abantidas tötet Kleinias, den Tyrannen der griechischen Stadt Sikyon, und macht sich selbst zum Herren der Stadt.
- 264/263 v. Chr.: König Nikomedes I. von Bithynien gründet die Stadt Nikomedia (heute: İzmit).

### Kultur

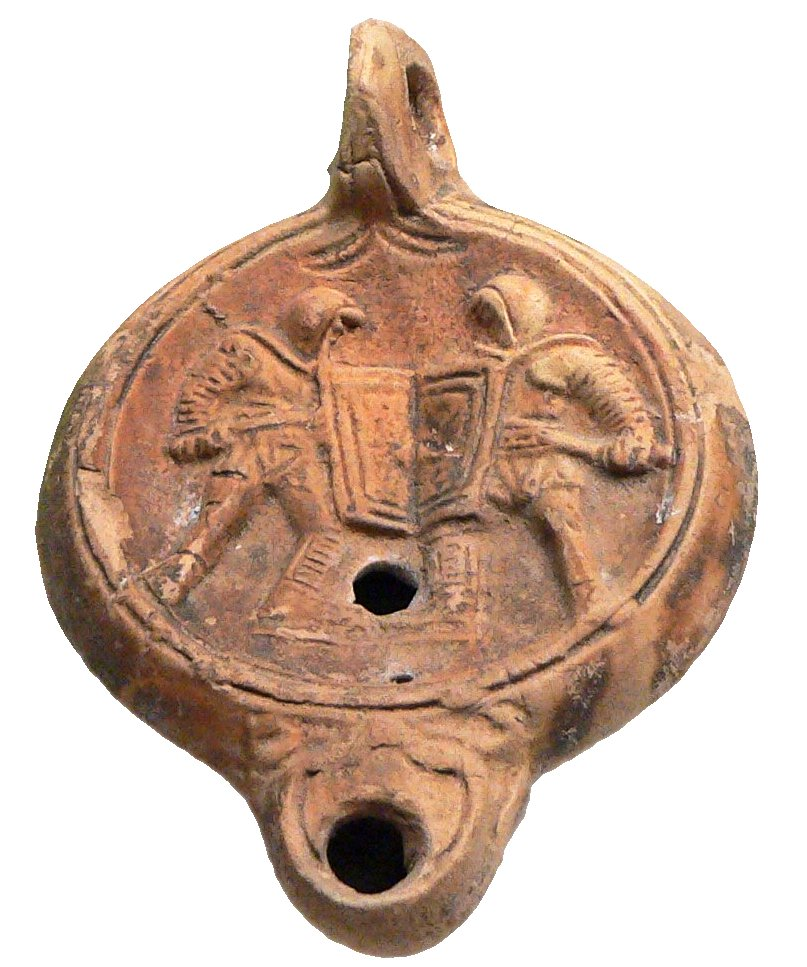
Darstellung eines Gladiatorenkampfes auf einer römischen Öllampe, Römisch-Germanisches Museum, Köln

- Die ersten Gladiatorenspiele finden in Rom statt.

## Gestorben
- Zenon von Kition, griechischer Philosoph der Stoa (* um 333 v. Chr.)